# Головинский, Игнатий
Игнатий Петрович Голови́нский (пол. Ignacy Hołowiński, 5 октября 1807, Овруч Волынской губернии — 19 октября 1855, Санкт-Петербург) — российский католический епископ, пятый архиепископ могилёвский (1851—1855), педагог, профессор Киевского университета, ректор Римско-католической духовной академии в Санкт-Петербурге, апологет, гомилетик, патролог, духовный писатель и переводчик.

## Биография
Окончил школу пиаров в Великих Межричах на Волыни, затем в 1826 году — богословскую семинарию в Луцке. В том же году направлен для продолжения учёбы на теологический факультет Виленской Академии, где получил степень магистра теологии (1830). Иерейское рукоположение принял 28 сентября 1830 года в Луцке.
Преподавал Закон Божий в школе для молодых шляхтичей в Житомире. В 1835 был отмечен достоинством житомирского кафедрального каноника. С 1837 года — профессор богословия и капеллан Киевского университета. В 1839 году совершил паломничество в Святую Землю, которое позднее подробно описал.
С 1842 года до конца жизни занимал должность ректора Императорской Санкт-Петербургской римско-католической духовной академии. С 1843 по 1844 преподавал в академии догматику, в 1843—1855 годах — патрологию и гомилетику.
3 июля 1848 года стал титулярным епископом и викарным епископом Могилёвской митрополии при архиепископе Казимире Дмоховском.
Хиротония состоялась 30 ноября 1848 года. После смерти архиепископа Дмоховского 11 января 1851 года принял на себя руководство Могилёвской архиепархией. Поддерживал тесные контакты с Апостольской столицей, защищал права Церкви и поддерживал в митрополии решение 1847 года о конкордате.
Поддерживал хорошие отношения с российскими властями и пользовался у них доверием. В общественных делах занимал консервативные позиции.
Скончался 19 октября 1855 года. Похоронен в Санкт-Петербурге в крипте храма Посещения Девой Марией св. Елизаветы (могила не сохранилась).

## Теология
И. Головинский — автор многочисленных теологических публикаций. Исследовал вопросы проблематики отношений философии и фундаментальной теологии. В своих статьях и литературных работах поднимал вопросы роли разума в теологии, сделал весомый вклад в развитие апологетической мысли. Защищал также схоластическую философию, указывал на опасность для христианства со стороны гегельянства, подверг критике взгляды Бронислава Фердинанда Трентовского на католическую религию.
В 1859 году в Кракове издал учебник «Гомилетика».
Инициатор проповеднической реформы в условиях давления со стороны российских властей путём возврата к библейским и патриотическим источникам.
Живо интересовался историей. Был редактором и издателем полуофициального издательства книг по истории Католической Церкви в России «Акты и грамоты об устройстве Римско-католической Церкви в Российской империи и Царстве Польском» (Петербург, 1849).
И. Головинский — автор объемного описания «Паломничество на Святую Землю» (пол. «Pielgrzymka do Ziemi Świętej»).

## Литературное творчество
Печатался под псевдонимами Жегота Костровец и Игнатий Кефалинский.
Опубликовал перевод сонетов Петрарки. Известен тем, что первым перевёл на польский язык 10 произведений Шекспира (1839—1841).
Поддерживал дружеские отношения с украинским поэтом и прозаиком Пантелеймоном Кулешом.